# 4388 Jürgenstock
4388 Jürgenstock è un asteroide della fascia principale. Scoperto nel 1964, presenta un'orbita caratterizzata da un semiasse maggiore pari a 2,3401461 au e da un'eccentricità di 0,2786082, inclinata di 24,58082° rispetto all'eclittica.
L'asteroide è dedicato all'astronomo tedesco-venezuelano Jürgen Stock, direttore degli osservatori sudamericani di Cerro Tololo e di Llano del Hato, rispettivamente in Cile e Venezuela..

## Occultazione di Sirio
Il 19 febbraio 2019, tra le 5:11 e le 5:27 UTC, Jürgenstock ha occultato la stella Sirio nella costellazione del Cane Maggiore, la stella più luminosa del cielo notturno. L'ombra attraversò l'Argentina meridionale, il Cile meridionale, l'America centrale e i Caraibi. Le occultazioni sono in genere un metodo eccellente per determinare la dimensione di un pianeta minore (sezione trasversale) misurando esattamente la durata dell'evento.